# Wine & Spirit Education Trust
 (juin 2021).
 (juin 2021).
The Wine & Spirit Education Trust, communément appelé WSET, est un organisme international qui délivre des formations et des examens dans le domaine des vins et spiritueux. Fondé en 1969, le WSET a son siège à Londres. Il est largement considéré comme l’un des principaux organismes de formation sur le vin dans le monde. Afin de répondre à la croissante demande d’éducation sur les vins et spiritueux en Chine, le Trust a ouvert en 2016 sa première succursale internationale à Hong Kong, WSET Asia Pacific.

## Histoire
Le WSET est une émanation de l’Education Committee de la Wine & Spirit Association, organisme de référence dans l’industrie des vins et spiritueux au Royaume-Uni. Le Trust a été fondé avec le soutien financier de The Vintners’ Company.
Les formations du WSET ont été initialement créées pour les professionnels du négoce des vins et des spiritueux. Cependant, de plus en plus d’amateurs suivent les programmes du Trust et passent les examens qu’il propose. Il délivre actuellement ses certifications dans plus de 70 pays dans le monde entier. 
La direction du WSET rend compte directement au conseil d’administration, composé de huit membres : trois représentants de The Vintners’ Company, trois issus de la Wine & Spirit Association, un membre de the Worshipful Company of Distillers et un dernier représentant l’Institut des Masters of Wine.

## Formations
Si le diplôme est mondialement reconnu, il a toutefois ses détracteurs, comme Olivier Poussier, meilleur sommelier du monde 2000, qui estime que le WSET « ne prend pas forcément en considération l’identité du millésime ou la manière dont le vin a été fait ou produit ».
En janvier 2021, le WSET s’est vu obligé de cesser ses activités en Chine[pourquoi ?], qui était devenu son troisième marché après les États-Unis et le Royaume-Uni.